# Sebaea minutiflora
Sebaea minutiflora är en gentianaväxtart som beskrevs av Schinz. Sebaea minutiflora ingår i släktet Sebaea och familjen gentianaväxter. Inga underarter finns listade i Catalogue of Life.